# 古井镇 (江门市)
古井鎮，廣東省江門市新會區下轄的一個鎮。位於新會區東南部，總面積112.32平方公里，人口4.1萬。港澳臺華僑鄉親4萬。属大廣海灣經濟區涵蓋範圍。古井鎮又以燒鵝馳名，當地以至新會其他地方，都有古井燒鵝店舖的蹤跡。

## 地理
古井鎮位於新會東南部，东边与斗门区莲洲镇和沙堆镇接壤，南濒黄茅海，西隔银洲湖与崖门镇、双水镇相望，北与三江镇毗邻。

## 历史
相传南宋祥兴年间(1278年—1279年)中原臣民来此居住，因龟山脚下有一古井，井口如埕，形象怪异，村因井名。
元至元十五年（1278年）建古井墟，明、清時，古井屬潮居都。民國時，屬第八區，1955年設立區公所，改名為古井區。1958年改為人民公社，1961年沙堆从古井分出，1984年恢復為古井區，1986年改為鎮，2024年3月被列入大广海湾经济区至今。

## 行政區劃
下轄1社區15村：
- 社區：古井社区
- 村：洋边村、背坑村、长沙村、竹乔龙村、霞路村、文楼村、古泗村、洲朗村、玉洲村、管咀村、慈溪村、奇乐村、官冲村、三崖村、茅步村、麻冲村、網山村、崖山村、南朗村、石苑村

## 旅遊
宋元崖門海戰文化旅遊區位於古井鎮內。雖然該旅遊區名字含有崖門二字，但並不位於新會崖門鎮內。因新會的地區規劃，崖門水道東邊為古井鎮，西邊為崖門鎮，崖門水道一帶統稱崖門。
宋元崖門海戰文化旅遊區內有慈元殿、崖山祠和崖門古炮台等景點。
古井燒鵝是古井鎮遠近馳名的美食。相傳當年皇宮御廚隨南宋皇室南逃至崖門，並在崖海西岸定居。他以皇宮廚房中秘製燒鵝的手藝，令到他的店舖遠近聞名。後來他的女兒嫁到崖海東岸，把燒鵝的技術帶到古井，成為了現今的古井燒鵝。古井燒鵝最特別是以荔枝木燒製。古井燒鵝也是新會人拜山的常見祭品。

## 交通

### 主要交通幹道
- 西部沿海高速公路
- S270 江門大道南
- 金門公路（365省道、270省道）
- 新斗公路（540縣道）

### 公共交通
巴士
- K209 江門站（珠西樞紐）↔古井車站
- 213 新会汽车总站↔沙堆梅閣
- 109 江門汽車總站↔古井車站
- 210 新會汽車站↔古井
- 211 古井↔南門大橋

### 橋樑
- 崖門大橋，連接崖門水道東西兩岸，即東岸古井鎮，及西岸崖門鎮

### 鐵路
- 广珠铁路古井站（货运）